# 러시아의 자포리자주 점령

자포리자주

러시아의 자포리자주 점령(러시아어: Запорожская область, 로마자 표기: Zaporizhzhskaya oblast')은 우크라이나 남부 전역의 일환으로 러시아가 우크라이나를 침공하는 동안 2022년 2월 24일에 시작된 러시아군에 의한 우크라이나 자포리자주에 대한 현재 진행 중인 군사 점령이다. 2022년 9월 30일까지 러시아가 통제하는 군-민간 행정부 하에서 관리되다가 2022년 9월 30일까지 불법적으로 합병되어 러시아의 승인되지 않은 연방 주체가 되었다.
2월 26일 베르단스크 시가 러시아의 지배하에 들어갔고, 3월 1일 멜리토폴에서 러시아가 승리했다. 러시아군은 자포리자주 원자력 발전소가 있는 에네르호다르시를 포위하고 3월 4일 이를 점령했다. 그러나 그들은 우크라이나 정부의 통제를 받고 있는 주의 주도인 자포리지아주를 점령하지 않았다.
지난 5월 러시아 정부는 이 지역 주민들에게 러시아 여권을 제공하기 시작했다. 지난 7월에는 2022년 러시아 전쟁 검열법을 주까지 확대하고 처벌로 러시아로 추방하는 법령을 발표했다. 9월, 점령군은 자포리지아주와 헤르손주 점령 지역에서 러시아 연방에 가입하기 위한 국민투표를 실시했다. 9월 27일, 러시아 관리들은 자포리지아 주의 국민투표가 러시아 연방 가입에 찬성하는 유권자의 93.11%로 통과되었다고 주장했다. 러시아는 2022년 9월 30일 이 지역의 러시아 행정부와 가입 조약을 체결했다. 러시아는 당시 통제하지 않았던 주의 일부를 포함하여 2022년 9월 30일 자포리지아 주를 합병했다. 유엔 총회는 러시아가 "즉시, 완전하고 무조건적으로 철수할 것을 요구하고, 국가들에게 "불법 합병 시도"를 인정하지 말 것을 촉구하는 결의안을 통과시켰다.
러시아는 자포리자주를 통제하지 않기 때문에 멜리토폴은 러시아 행정부의 역할을 한다. 2023년 3월, 멜리토폴은 러시아가 점령한 자포리지아 주의 공식 수도가 되었으며, 수장 대행인 예브게니 발리츠키는 자포리지아주가 점령될 때까지 법적 수도를 멜리토폴로 옮기는 법령에 서명했다.

## 같이 보기
- 러시아의 우크라이나 침공
- 러시아-우크라이나 전쟁
- 우크라이나의 러시아 점령지
  - 러시아의 크림반도 점령
  - 러시아의 체르니히우주 점령
  - 도네츠크 인민공화국
  - 러시아의 하르키우주 점령
  - 러시아의 헤르손주 점령
  - 러시아의 키이우주 점령
  - 루간스크 인민공화국
  - 러시아의 미콜라이우주 점령
  - 러시아의 수미주 점령
  - 러시아의 지토미르주 점령
  - 즈미이니섬 전투
- 러시아의 크림반도 합병
- 러시아의 도네츠크주, 헤르손주, 루한스크주, 자포리자주 합병